# Александров, Игорь Сергеевич
Игорь Сергеевич Александров (род. 5 февраля 1973, Коломна, Московская область) — советский, российский, немецкий хоккеист, нападающий. Мастер спорта России. Тренер.

## Биография
Воспитанник школы воскресенского «Химика», тренировался у Владимира Васильева. Начинал играть в сезоне 1990/91 второй лиги за «Вятич» Рязань. В следующем сезоне дебютировал в «Химике». Сезон 1993/94 провёл в клубе «AHL Спрингфилд Индианс», затем вернулся в «Химик». Вслед за Васильевым переехал в Германию, где играл за клубы «Нюрнберг Айс Тайгерс» (1996/97 — 1997/98, 2006/07), «Кёльнер Хайе» (1998/99), «Ганновер Скорпионс» (1999/2000), «Аугсбургер Пантер» (2000/01 — 2001/02), «Изерлон Рустерс» (2002/03, 2004/05), «Адлер Мангейм» (2005/06), «Фюксе Дуйсбург» (2007/08 — 2008/09), «Херне» (2008/09), «Липпе-Хоккей-Хамм» (2010/11), «Кёнигсборн» (2011/12 — 2012/13).
Выступал в российской Суперлиге за ХК МВД (2005/06), «Металлург» Новокузнецк (2006/07), в высшей лиге за «Молот-Прикамье» Пермь (2009/10).
Чемпион Норвегии 2003/04 в составе «Сторхамара». Обладатель Кубка Германии 2013.
На молодёжном чемпионате мира 1993 стал лучшим бомбардиром сборной России, набрав все семь (3+4) очков в матче против сборной Японии (16:0).
Играющий тренер «Кёнигсборна» и ассистент главного тренера «Кёнигсборна» U-16 (2012/13). Главный тренер «Бергиш Ланд» (Золинген) и сборной Европы U17 (2013/14). Основатель и главный тренер школы «Redhockey» (2014/15).
Главный тренер команды МХЛ Б «Красноярские рыси» Красноярск (2015/16). Главный тренер команды МХЛ «Тайфун» Владивосток (2016/17 — 2017/18).

### Личная жизнь
Жена Наталья. Старший сын Артём (род. 15 ноября 1997) — хоккеист команд низших немецких лиг, в сезонах 2014/15 — 2017/18 играл в командах МХЛ и МХЛ Б, в том числе в тех, которые тренировал отец. Младший сын Никита (род. 16 сентября 2000) — серебряный призёр молодёжного чемпионата мира 2020. Дочь Полина.